# Pliocercus wilmarai
Pliocercus wilmarai là một loài rắn trong họ Rắn nước. Loài này được Smith, Perez-Higareda & Chiszar miêu tả khoa học đầu tiên năm 1996.